# Lehtosaari (ö i Norra Karelen, Pielisen Karjala, lat 63,49, long 30,08)
Lehtosaari är en ö i Finland. Den ligger i sjön Sauvonjärvi och i kommunen Lieksa i den ekonomiska regionen  Pielinen-Karelen  och landskapet Norra Karelen, i den östra delen av landet, 400 km nordost om huvudstaden Helsingfors. Öns area är 1,5 hektar och dess största längd är 190 meter i sydöst-nordvästlig riktning.